# 呂下問
吕下问（？—？），號斗南，陕西西安府長安縣人。

## 生平
万历四十年（1612年）壬子科陕西乡试举人，四十一年（1613年）联捷癸丑科進士，吏部觀政，四十二年授山西絳縣知縣，四十四年補河间县，四十六年順天同考，天啓元年補羅山知縣，四年改長治縣，六年擢工部营缮司主事。天啓六年九月，编修吴孔嘉与宗人吴养春有仇，诱养春仆人告其主隐占黄山，养春父子瘐死。忠贤遣主事吕下问、评事许志吉先后往徽州抄籍其家，株蔓残酷。知府石万程不忍，削发去，徽州发生民变，吕下问遁回，事后下旨回籍听勘。崇祯二年（1629年）京察免官。后官至工部员外郎。

## 家族
曾祖吕进。祖父吕景用。